# Grand Prix Belgie 2004

## Grand Prix Belgie

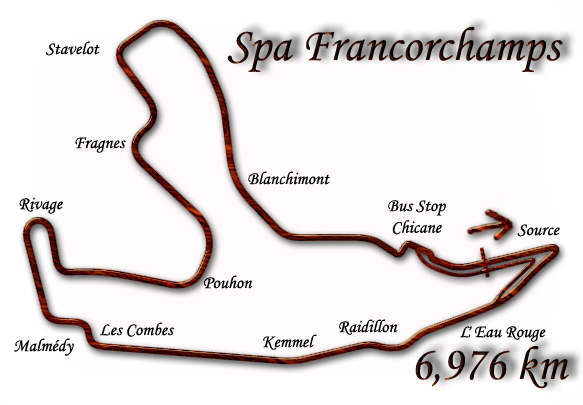

Foster's Belgian Grand Prix
- 29. srpen 2004
- Okruh Spa-Francorchamps
- 44 kol x 6,973 km = 306,812 km
- 727. Grand Prix
- 2. vítězství Kimi Raikkinena
- 138. vítězství pro McLaren

## Výsledky
| Pozice | Jezdec               | Vůz             | Čas         |
| ------ | -------------------- | --------------- | ----------- |
| 1      | Kimi Räikkönen       | McLaren MP4/19B | 1:32'35.274 |
| 2      | Michael Schumacher   | Ferrari F2004   | á 0:03:132  |
| 3      | Rubens Barrichello   | Ferrari F2004   | á 0:04:371  |
| 4      | Felipe Massa         | Sauber C 23     | á 0:12:504  |
| 5      | Giancarlo Fisichella | Sauber C 23     | á 0:14:104  |
| 6      | Christian Klien      | Jaguar R5       | á 0:14:614  |
| 7      | David Coulthard      | McLaren MP4/19B | á 0:17:970  |
| 8      | Olivier Panis        | Toyota TF 104B  | á 0:18:693  |
| 9      | Jarno Trulli         | Renault R 24    | á 0:22:115  |
| 10     | Ricardo Zonta        | Toyota TF 104B  | á 3 kola    |
| 11     | Nick Heidfeld        | Jordan EJ 14    | á 4 kola    |
| Kolo   | Odstoupili           | -               | -           |
| 37     | Juan Pablo Montoya   | Williams FW26   | Defekt      |
| 31     | Antonio Pizzonia     | Williams FW26   | Převodovka  |
| 29     | Jenson Button        | BAR 006         | Defekt      |
| 28     | Zsolt Baumgartner    | Minardi PS 04 B | Kolize      |
| 11     | Fernando Alonso      | Renault R 24    | spojka      |
| 0      | Takuma Sató          | BAR 006         | Nehoda      |
| 0      | Giorgio Pantano      | Jordan EJ 14    | Nehoda      |
| 0      | Gianmaria Bruni      | Minardi PS 04 B | Nehoda      |
| 0      | Mark Webber          | Jaguar R5       | Nehoda      |

### Nejrychlejší kolo
- Kimi Räikkönen McLaren 1'45.108 - 238.829 km/h

### Vedení v závodě
- 1-9 kolo Jarno Trulli
- 10-11 kolo Fernando Alonso
- 12-13 kolo Kimi Räikkönen
- 14 kolo Juan Pablo Montoya
- 15 kolo Michael Schumacher
- 16 kolo Antonio Pizzonia
- 17-29 kolo Kimi Räikkönen
- 30 kolo Michael Schumacher
- 31-44 kolo Kimi Räikkönen

### Postavení na startu
- červeně - výměna motoru / posunutí o 10 míst
- Modře – startoval z boxu

| 1. řada  | 2                  | 1                    |
|          | Michael Schumacher | Jarno Trulli         |
|          | Ferrari            | Renault              |
|          | 1'56.304           | 1'56.232             |
| 2. řada  | 4                  | 3                    |
|          | David Coulthard    | Fernando Alonso      |
|          | McLaren            | Renault              |
|          | 1'57.990           | 1'56.686             |
| 3. řada  | 6                  | 5                    |
|          | Rubens Barrichello | Giancarlo Fisichella |
|          | Ferrari            | Sauber               |
|          | 1'58.175           | 1'58.040             |
| 4. řada  | 8                  | 7                    |
|          | Felipe Massa       | Mark Webber          |
|          | Sauber             | Jaguar               |
|          | 1'59.008           | 1'58.729             |
| 5. řada  | 10                 | 9                    |
|          | Kimi Räikkönen     | Olivier Panis        |
|          | McLaren            | Toyota               |
|          | 1'59.635           | 1'59.552             |
| 6. řada  | 12                 | 11                   |
|          | Jenson Button      | Juan Pablo Montoya   |
|          | BAR                | Williams             |
|          | 2'00.237           | 1'59.681             |
| 7. řada  | 14                 | 13                   |
|          | Antônio Pizzonia   | Christian Klien      |
|          | Williams           | Jaguar               |
|          | 2'01.447           | 2'01.246             |
| 8. řada  | 16                 | 15                   |
|          | Nick Heidfeld      | Takuma Sato          |
|          | Jordan             | BAR                  |
|          | 2'02.645           | 2'01.813             |
| 9. řada  | 18                 | 17                   |
|          | Zsolt Baumgartner  | Gianmaria Bruni      |
|          | Minardi            | Minardi              |
|          | 2'03.303           | 2'02.651             |
| 10. řada | 20                 | 19                   |
|          | Ricardo Zonta      | Giorgio Pantano      |
|          | Toyota             | Jordan               |
|          | 2'03.895           | 2'03.833             |
| -------- | ------------------ | -------------------- |

### Zajímavosti
- Vůz se startovním číslem 7 stál po 25 v pole positions.
- Michael Schumacher vedl závod v 4 608 kolech.
- Olivier Panis po 11 v kariéře získal 8 místo v cíli a v tabulce je tak první před De Cesarisem a Herbertem, kteří 8 dojel 10x.